# توماس لوتز
توماس لوتز (بالألمانية: Thomas Lutz)‏ هو عالم سياسة ألماني، ولد في 1957 في دارمشتات في ألمانيا.